# Massilia flava
Massilia flava es una bacteria gramnegativa del género Massilia. Fue descrita en el año 2012. Su etimología hace referencia a amarilla. Es aerobia. Tiene un tamaño de 0,6-0,8 μm de ancho por 1,5-2,5 μm de largo. Forma colonias entre circulares-irregulares, convexas y amarillas tras 3 días de incubación. Temperatura de crecimiento entre 10-45 °C, óptima de 28-30 °C. Catalasa y oxidasa positivas. Tiene un contenido de G+C de 68,7%. Se ha aislado de una muestra de suelo en la provincia de Ningxia, China.